# تاکشی کوساکا
تاکشی کوساکا (به ژاپنی: 日下 武史 Kusaka Takeshi)؛( زادهٔ ۲۴ فوریهٔ ۱۹۳۱) یک هنرپیشه اهل ژاپن است. وی از سال ۱۹۵۴ میلادی تاکنون مشغول فعالیت بوده‌است.
از فیلم‌ها یا برنامه‌های تلویزیونی که وی در آن نقش داشته است می‌توان به جنوبگان، مادادایو اشاره کرد.